# Radinista
Radinista är ett släkte av snäckor. Radinista ingår i familjen Vanikoridae.
Kladogram enligt Catalogue of Life:
| Radinista | \| \| Radinista corrugata \| \| \| \| \| \| Radinista scalarina \| \| \| \| |
|           | \| \| Radinista corrugata \| \| \| \| \| \| Radinista scalarina \| \| \| \| |
|           | Megalomphalus                                                               |
|           |                                                                             |
|           | Naricava                                                                    |
|           |                                                                             |
|           | Nilsia                                                                      |
|           |                                                                             |
|           | Vanikoro                                                                    |
|           |                                                                             |
|           | Zeradina                                                                    |
|           |                                                                             |
|           | Radinista corrugata                                                         |
|           |                                                                             |
|           | Radinista scalarina                                                         |
|           |                                                                             |

|  | Radinista corrugata |
|  |                     |
|  | Radinista scalarina |
|  |                     |